# Sostenuto
Sostenuto (wł. „spokojnie”, „powstrzymując (tempo)”) –  określenie ekspresji i tempa wykonania utworu muzycznego sugerujące spowolnienie nastroju – niekoniecznie tempa.